# نبرد کاشیئی
نبرد کاشیئی (به ژاپنی: 樫井の戦い)، اولین نبرد کمپین تابستانی محاصره اوساکا در سال ۱۶۱۵، در نزدیکی آغاز دوره ادو در ژاپن بود. در بیست و ششمین روز از چهارمین ماه از دوران کیچو (دوره) رخ داد.